# 高階経重
高階 経重（たかしな の つねしげ）は、平安時代後期の貴族。伊予守・高階明順の子。官位は従四位上・大和守。

## 経歴
康平5年（1062年）春、源頼義の後を受け陸奥守を拝命し、前九年の役平定のため京を「鞭を揚げて発進」したが、着任した後、郡司・国内の人民は新国司の経重に従わず「何のなすすべなく帰洛」した、とある。直ちに解任されるが、朝廷内は混乱し後任候補の辞退もあって、再び頼義が陸奥守に任ぜられた。
歌人として、和歌作品が『新古今和歌集』に1首採録されている。

## 系譜
- 父：高階明順
- 母：不詳
- 生母不詳の子女
  - 三男：藤原経忠 - 藤原経任の養子
  - 女子：藤原行房室

## 登場作品
- 『炎立つ』（NHK大河ドラマ、1993 - 1994年）演：松井誠